# Oxyscelio grandis
Oxyscelio grandis är en stekelart som först beskrevs av Alan Parkhurst Dodd 1913.  Oxyscelio grandis ingår i släktet Oxyscelio och familjen Scelionidae. Inga underarter finns listade i Catalogue of Life.